# Diócesis de Faro
La diócesis de Faro (en latín: Dioecesis Pharaonensis y en portugués: Diocese de Faro) es una circunscripción eclesiástica de la Iglesia católica en Portugal. Se trata de una diócesis latina, sufragánea de la arquidiócesis de Évora. Desde el 22 de abril de 2004 su obispo es Manuel Neto Quintas, de los Sacerdotes del Sagrado Corazón de Jesús.

## Territorio y organización

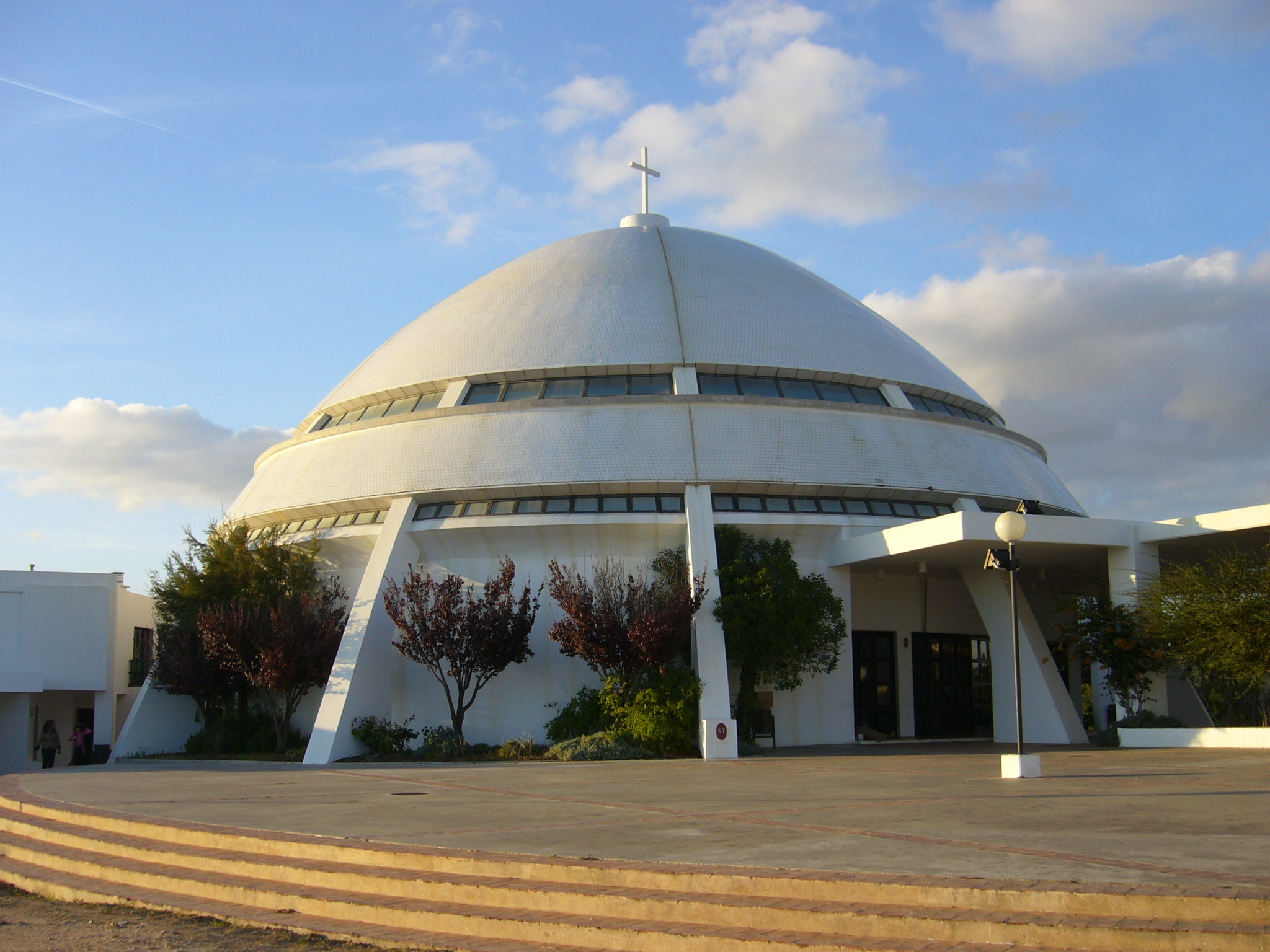
Santuario de Nuestra Señora de la Piedad (o Madre Soberana), a São Sebastião (municipio de Loulé)

La diócesis tiene 5071 km² y extiende su jurisdicción sobre los fieles católicos de rito latino residentes en la región de Algarve.

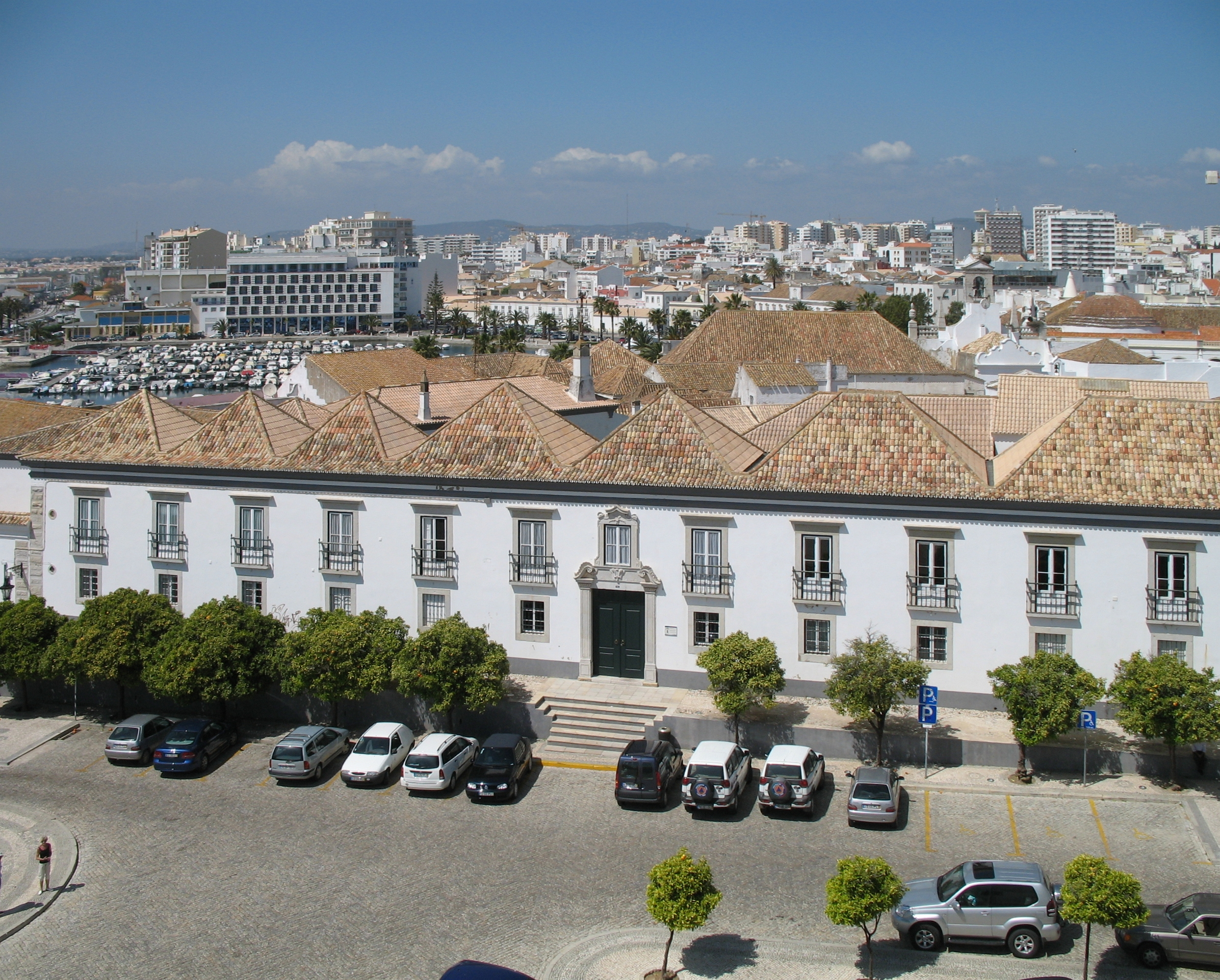
Palacio episcopal en Faro

La sede de la diócesis se encuentra en la ciudad de Faro, en donde se halla la Catedral de Santa María. En Silves se encuentra la excatedral de Nuestra Señora de la Asunción.

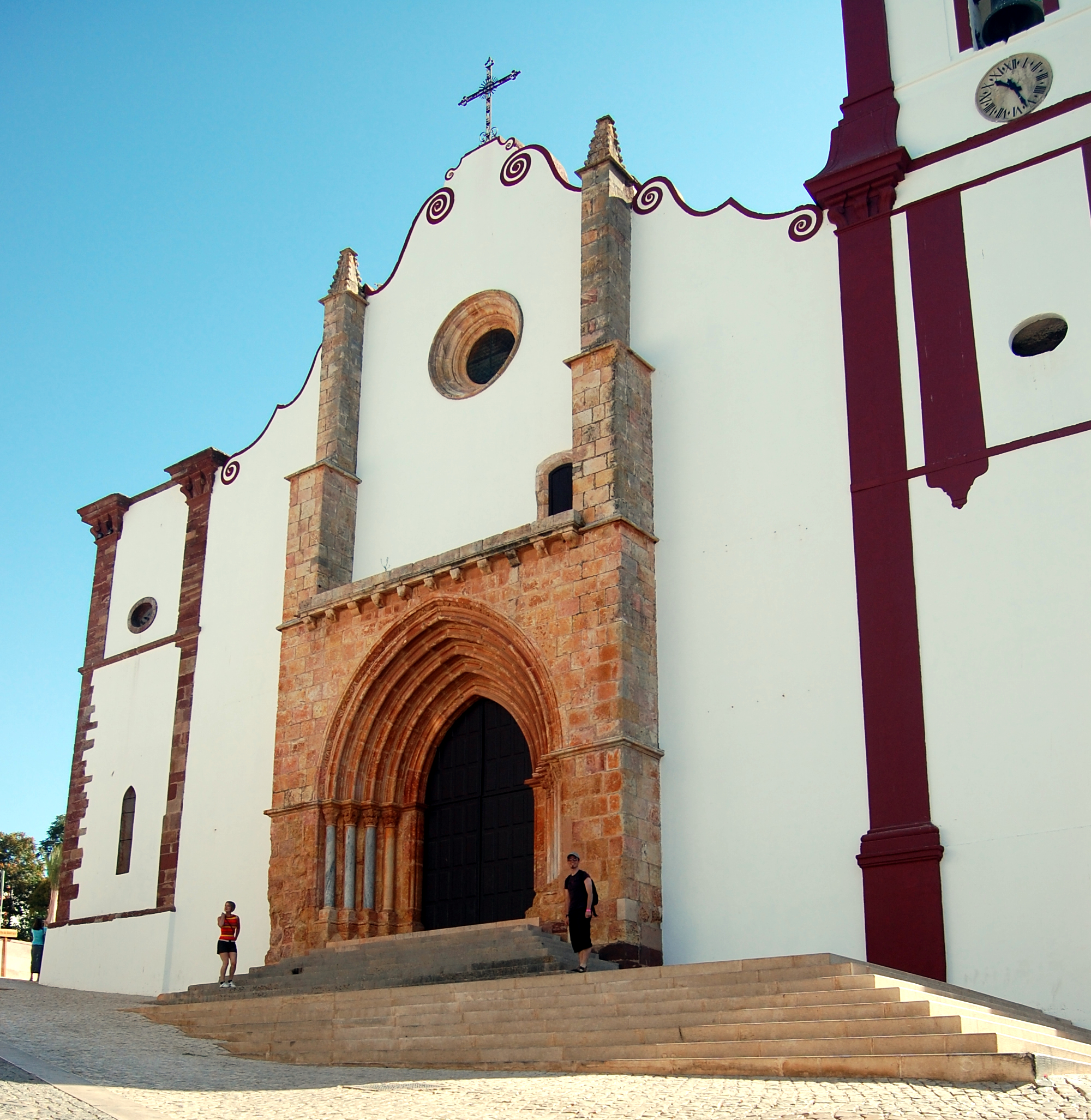
Excatedral de Nuestra Señora de la Asunción, en Silves

En 2021 en la diócesis existían 80 parroquias. 

## Historia
La actual diócesis tiene sus raíces en la antigua diócesis de Ossonoba, erigida en época romana, cuyo primer testimonio histórico se remonta al año 306, cuando su obispo Vicente participó en el Concilio de Elvira. Ossonoba, correspondiente al pueblo de Estoi, al norte de la actual Faro, fue una rica ciudad romana, que tuvo otros obispos hasta finales del siglo VII. La invasión de los árabes en 711 puso fin a la diócesis, que hasta entonces había sido sufragánea de la archidiócesis de Augusta Emérita, sede metropolitana de la provincia romana de Lusitania.
Cuando Sancho I de Portugal, a raíz de la reconquista cristiana de la península ibérica, liberó la ciudad de Silves y otras localidades de la región del Algarve (en 1188), se erigió una nueva diócesis, con sede en Silves; el primer obispo se llamó Nicolás. Pero la diócesis duró poco porque dos años después la ciudad y la región fueron reconquistadas por los árabes.
En 1243 el rey Alfonso III de Portugal completó la reconquista del Algarve. Sin embargo, la diócesis de Silves solo fue restablecida en 1253 por el rey Alfonso X de Castilla, quien presentó reclamos por el control de la región y, en esta perspectiva, nombró obispo al dominico Robert. El rey de Portugal, reclamando su jurisdicción sobre el Algarve, se negó a reconocer al nuevo obispo. La disputa entre los dos reinos finalizó en 1263, y desde ese momento la diócesis pasó a formar parte del Reino de Portugal a todos los efectos, primero sufragánea de la archidiócesis de Braga, desde el 10 de noviembre de 1394 de la arquidiócesis de Lisboa, y desde el 24 de septiembre de 1540 de la nueva provincia eclesiástica de la arquidiócesis de Évora. Mientras que la antigua diócesis de Ossonoba adoptó el rito mozárabe, a partir del siglo XII entró en vigor en el norte de Portugal el rito romano.
A petición del obispo Manuel de Sousa, y con el consentimiento del rey Juan III de Portugal, el papa Paulo III autorizó el traslado de la sede episcopal de Silves a Faro el 20 de octubre de 1539 con la bula Sacrosancta Romana Ecclesia. De hecho, Silves se redujo a un pequeño pueblo, a menudo insalubre durante los períodos más calurosos del año. Sin embargo, las disposiciones del papa encontraron una fuerte oposición que retrasó la aplicación de las normas contenidas en la bula; sólo el 30 de marzo de 1577 el obispo Jerónimo Osório con su cabildo pudo trasladarse a Faro y tomar posesión de la nueva catedral. A partir de este momento la diócesis asumió su nombre actual.
En 1773 el obispo Lourenço de Santa Maria, presionado por el poderoso marqués de Pombal, renunció para permitir la división de la diócesis en dos, con sede en Faro y Villa Nova de Portimão, con la aprobación del rey José I que nombró para Faro al canónigo João Teixeira de Carvalho y para Villa Nova de Portimão al canónigo de Guarda Manuel Tavares Coutinho. Mientras la corte esperaba la confirmación papal para la erección de esta nueva diócesis, el rey murió y el ministro Pombal también perdió su poder; las decisiones tomadas, revocadas por la reina María I, no surtieron efecto y el obispo Lourenço de Santa Maria, cuya renuncia nunca fue aceptada por la Santa Sede, pudo recuperar la posesión de su diócesis.
La reforma de los estudios eclesiásticos fue bastante tardía. Solo hacia fines del siglo XVIII, el obispo André Teixeira Palha instituyó cátedras de teología dogmática, derecho canónico, historia eclesiástica y teología moral, a cuyas lecciones, celebradas públicamente, estaban obligados a participar todos los sacerdotes que aún no habían cumplido los sesenta años. La reforma de los estudios fue continuada por su sucesor, el obispo José María de Melo, quien sentó las bases del seminario diocesano, culminado durante el episcopado de Francisco Gomes de Avelar († 1816).
Durante el siglo XIX, debido a los roces entre el Padroado real portugués y la Santa Sede, la diócesis vivió largos momentos de vacancia.
Tras la bula Gravissimum Christi del papa León XIII del 30 de septiembre de 1881, con la que se revisaron y reorganizaron las diócesis portuguesas, la diócesis de Faro asumió la fisonomía territorial que aún conserva hoy: en ese momento la jurisdicción se extendía sobre 66 parroquias con 205 901 fieles.

## Estadísticas
Según el Anuario Pontificio 2022 la diócesis tenía a fines de 2021 un total de 263 140 fieles bautizados.
| Año                                                                             | Población            | Población | Población      | Sacerdotes | Sacerdotes    | Sacerdotes    | Bautizados por sacerdote | Diáconos permanentes | Religiosos | Religiosos | Parroquias |
| Año                                                                             | Bautizados católicos | Total     | % de católicos | Total      | Clero secular | Clero regular | Bautizados por sacerdote | Diáconos permanentes | Varones    | Mujeres    | Parroquias |
| ------------------------------------------------------------------------------- | -------------------- | --------- | -------------- | ---------- | ------------- | ------------- | ------------------------ | -------------------- | ---------- | ---------- | ---------- |
| 1950                                                                            | 303 747              | 317 628   | 95.6           | 66         | 66            |               | 4602                     |                      |            | 21         | 67         |
| 1970                                                                            | 310 950              | 314 841   | 98.8           | 84         | 76            | 8             | 3701                     |                      | 9          | 46         | 71         |
| 1980                                                                            | 287 500              | 315 000   | 91.3           | 79         | 64            | 15            | 3639                     |                      | 17         | 51         | 71         |
| 1990                                                                            | 378 000              | 420 000   | 90.0           | 67         | 58            | 9             | 5641                     |                      | 12         | 75         | 73         |
| 1999                                                                            | 325 000              | 366 329   | 88.7           | 64         | 47            | 17            | 5078                     |                      | 20         | 102        | 76         |
| 2000                                                                            | 330 000              | 366 329   | 90.1           | 71         | 55            | 16            | 4647                     |                      | 18         | 93         | 76         |
| 2001                                                                            | 330 000              | 366 329   | 90.1           | 70         | 54            | 16            | 4714                     | 7                    | 18         | 91         | 77         |
| 2002                                                                            | 340 000              | 391 819   | 86.8           | 64         | 49            | 15            | 5312                     | 7                    | 17         | 91         | 77         |
| 2003                                                                            | 340 000              | 391 819   | 86.8           | 62         | 47            | 15            | 5483                     | 7                    | 17         | 89         | 77         |
| 2004                                                                            | 340 000              | 391 819   | 86.8           | 60         | 44            | 16            | 5666                     | 7                    | 18         | 88         | 78         |
| 2006                                                                            | 350 000              | 400 000   | 87.5           | 63         | 45            | 18            | 5555                     | 6                    | 20         | 92         | 78         |
| 2013                                                                            | 270 000              | 451 006   | 59.9           | 60         | 44            | 16            | 4500                     | 6                    | 17         | 90         | 80         |
| 2016                                                                            | 267 700              | 445 700   | 60.1           | 62         | 43            | 19            | 4317                     | 6                    | 19         | 53         | 80         |
| 2019                                                                            | 266 000              | 442 800   | 60.1           | 61         | 41            | 20            | 4360                     | 6                    | 20         | 54         | 80         |
| 2021                                                                            | 263 140              | 438 000   | 60.1           | 56         | 39            | 17            | 4698                     | 9                    | 17         | 42         | 80         |
| Fuente: Catholic-Hierarchy, que a su vez toma los datos del Anuario Pontificio. |                      |           |                |            |               |               |                          |                      |            |            |            |

## Episcopologio

### Obispos de Ossonoba
- Vicente † (mencionado en 306)
- Itácio Claro † (antes de 379-después de 387)
- Pedro † (mencionado en 589)
- Saturnino † (mencionado en 653)
- Exarno † (mencionado en 666)
- Belito † (mencionado en 683)
- Agrípio † (antes de 688-después de 693)
  - Sede suprimida

### Obispos de Silves
- Nicolau † (1188-1191)
  - Sede vacante (1191-1253)
- Roberto, O.P. † (antes del 28 de agosto de 1253-1260 falleció)
- Garcia † (antes del 8 de abril de 1261-después de mayo de 1267)
- Bartolomeu, O.Cist. † (4 de julio de 1268-después de 1288)
- Domingos Soares, O.P. † (27 de mayo de 1292-1297 falleció)
- João Soares Alão † (12 de noviembre de 1299-12 de julio de 1313 nombrado obispo de León)
- Afonso Anes † (9 de octubre de 1313-1320/1321 falleció)
- Pedro I † (31 de julio de 1321-9 de junio de 1333 nombrado obispo de Astorga)
- Álvaro Pelagio, O.F.M. † (9 de junio de 1333-? expulsado)
- Vasco † (18 de febrero de 1350-? falleció)
- João II † (5 de noviembre de 1365-9 de febrero de 1373 nombrado obispo de Oporto)
- Martinho de Zamora † (9 de febrero de 1373-7 de febrero de 1379 nombrado obispo de Lisboa)
- Pedro II † (7 de febrero de 1379-?)
- Paio de Meira † (1383-después del 5 de diciembre de 1386)
- João Afonso Esteves de Azambuja † (11 de mayo de 1389-15 de febrero de 1391 nombrado obispo de Oporto)
- Martinho Gil † (15 de febrero de 1391-6 de febrero de 1404 nombrado obispo de Évora)
- João Afonso Aranha † (6 de febrero de 1404-3 de febrero de 1407 nombrado obispo de Oporto)
- Martinho Gil † (1407-1409 falleció) (por segunda vez)
- Fernando da Guerra † (2 de julio de 1409-18 de junio de 1414 nombrado obispo de Oporto)
- João Álvaro † (18 de junio de 1414-1418 falleció)
- Garcia de Menezes † (15 de julio de 1418-25 de junio de 1421 nombrado obispo de Lamego)
- Álvaro de Abreu † (25 de junio de 1421-11 de febrero de 1429 nombrado obispo de Évora)
- Rodrigo Lourenço † (12 de marzo de 1429-1440 falleció)
- Rodrigo Dias o Diogo † (22 de mayo de 1441-? falleció)
- Luís Pires † (26 de enero de 1450-24 de agosto de 1453 nombrado obispo de Oporto)
- Álvaro Afonso † (24 de agosto de 1453-8 de febrero de 1468 nombrado obispo de Évora)
- João de Melo † (8 de febrero de 1468-5 de septiembre de 1481 nombrado arzobispo de Braga)
- Jorge da Costa † (5 de septiembre de 1481-1486 nombrado arzobispo de Braga)
- João Camelo Madureira † (27 de enero de 1486-24 de enero de 1502 nombrado obispo de Lamego)
- Fernando Coutinho † (24 de enero de 1502-1536 falleció)
- Manuel de Sousa † (23 de septiembre de 1538-22 de marzo de 1545 nombrado arzobispo de Braga)
  - Sede vacante (1545-1549)
- João de Melo † (13 de marzo de 1549-21 de junio de 1564 nombrado arzobispo de Évora)

### Obispos de Faro
- Jerónimo Osório † (21 de junio de 1564-20 de agosto de 1580 falleció)[nota 1]
- Afonso de Castelo-Branco † (5 de junio de 1581-3 de junio de 1585 nombrado obispo de Coímbra)
- Jerónimo Barreto † (3 de junio de 1585-1589 falleció)
- Francisco Cano † (30 de agosto de 1589-1593 falleció)
- Fernando Martins de Mascarenhas † (22 de agosto de 1594-4 de julio de 1616 renunció)
- João Coutinho † (20 de noviembre de 1617-14 de junio de 1627 nombrado obispo de Lamego)
- Francisco de Menezes † (5 de julio de 1627-mayo de 1633 falleció)
- Francisco Barreto I † (9 de junio de 1636-4 de noviembre de 1649 falleció)
  - Sede vacante (1649-1671)
- Francisco Barreto II † (19 de enero de 1671-agosto de 1679 falleció)
- José de Menezes † (1 de abril de 1680-14 de mayo de 1685 nombrado obispo de Lamego)
- Simão da Gama † (4 de junio de 1685-1 de octubre de 1703 nombrado arzobispo de Évora)
- António Pereira da Silva † (15 de septiembre de 1704-17 de abril de 1715 falleció)
- José Pereira de Lacerda † (8 de junio de 1716-28 de septiembre de 1738 falleció)
- Inácio de Santa Teresa, O.S.A. † (19 de diciembre de 1740-15 de abril de 1751 falleció)
- Lourenço de Santa Maria, O.F.M. † (15 de mayo de 1752-5 de diciembre de 1783 falleció)
- André Teixeira Palha † (5 de diciembre de 1783 por sucesión-19 de noviembre de 1786 falleció)
- José Maria de Melo † (23 de abril de 1787-30 de marzo de 1789 renunció)
- Francisco Gomes de Avelar, C.O. † (30 de marzo de 1789-15 de diciembre de 1816 falleció)
  - Sede vacante (1816-1819)
- Joaquim de Sant'Ana Carvalho † (17 de diciembre de 1819-23 de noviembre de 1823 renunció)
- Inocêncio António das Neves Portugal, O.Carm. † (24 de noviembre de 1823-30 de marzo de 1824 falleció)
- Bernardo Antônio de Figueiredo † (20 de diciembre de 1824-8 de abril de 1838 falleció)
  - Sede vacante (1838-1844)
- António Bernardo da Fonseca Moniz † (22 de enero de 1844-23 de junio de 1854 nombrado obispo de Oporto)
- Carlos Cristóvão Genuês Pereira † (28 de septiembre de 1855-27 de abril de 1863 falleció)
- Inácio do Nascimento Morais Cardoso † (28 de septiembre de 1863-25 de abril de 1871 nombrado patriarca del Lisboa)
  - Sede vacante (1871-1884)
- António Mendes Bello † (13 de noviembre de 1884-19 de diciembre de 1907 nombrado patriarca del Lisboa)
- António Barbosa Leão † (19 de diciembre de 1907-16 de julio de 1919 nombrado obispo de Oporto)
- Marcellino António Maria Franco † (15 de mayo de 1920-3 de diciembre de 1955 falleció)
- Francisco Rendeiro, O.P. † (3 de diciembre de 1955 por sucesión-15 de julio de 1965 renunció)
- Júlio Tavares Rebimbas † (27 de septiembre de 1965-1 de julio de 1972 renunció)
- Florentino de Andrade e Silva † (1 de julio de 1972-4 de abril de 1977 renunció)
- Ernesto Gonçalves Costa, O.F.M. † (4 de abril de 1977-21 de abril de 1988 renunció)
- Manuel Madureira Dias (21 de abril de 1988-22 de abril de 2004 renunció)
- Manuel Neto Quintas, S.C.I., desde el 22 de abril de 2004